# Anställningsform
Anställningsform är ett begrepp som syftar på ett anställningsförhållandes varaktighet och omfattning. 

## Olika typer av anställningsformer i Sverige
Anställningsformerna regleras i Sverige av Lagen om anställningsskydd (LAS). Grunden för anställning är den i dagligt tal "fasta" anställningen. Korrekt namn på anställningsformen är tillsvidareanställning. Som huvudregel är en anställning tills vidare. Har inget annat överenskommits är således anställningen en tillsvidareanställning (4 § LAS). Tidsbegränsade anställningsformer är sedan 1 juli 2007 (5 § LAS):
- Vikariat
- Allmän visstidsanställning (ny anställningsform)
- Säsongsanställning
- Provanställning
- Dessutom tillåts tidsbegränsad anställning för personer fyllda 67.

Det som i dagligt tal kallats projektanställning kallas går numera under anställningsformen allmän visstidsanställning. Detsamma gäller för ferieanställning och tidsbegränsning innan militärtjänstgöring som fanns i gamla lagen.
Andra varianter av visstidsanställningar kan förekomma om de är reglerade i kollektivavtal.

## Anställningsformer för lärare
Semestertjänst är den vanligaste anställningsformen i Sverige. Detta innebär att arbetstagaren har 40 timmars arbetsvecka och rätt till minst fem veckors betald semester. Ferietjänst är den vanligaste anställningsformen för lärare i Sverige. Arbetstiden ligger då koncentrerad på 194 A-dagar som är placerade kring elevernas läsår (178 dagar). Då årsarbetstiden är densamma som övriga arbetstagares, så blir arbetsveckan cirka 45,5 timmar under de 194 A-dagarna. 35 timmar av dessa är reglerad arbetstid då arbetsgivaren leder och fördelar arbetet, övriga 10,5 timmar är förtroendetid där läraren själv avgör vilka arbetsuppgifter som behöver utföras. Förtroendetiden ska också innehålla en viss del fördjupning. En uppehållstjänst innebär att arbetstagaren får ett månatligt löneavdrag under hela året för att kompensera uppehåll under exempelvis jul och sommar.